# El Nogal, Contepec
El Nogal är en ort i Mexiko.   Den ligger i kommunen Contepec och delstaten Michoacán de Ocampo, i den sydöstra delen av landet, 130 km nordväst om huvudstaden Mexico City. El Nogal ligger 2 448 meter över havet och antalet invånare är 205.
Terrängen runt El Nogal är varierad. Runt El Nogal är det ganska tätbefolkat, med 80 invånare per kvadratkilometer. Närmaste större samhälle är Tepuxtepec, 2,2 km väster om El Nogal. Omgivningarna runt El Nogal är en mosaik av jordbruksmark och naturlig växtlighet.